# FLAG Atlantic 1
 (février 2016).
Si vous disposez d'ouvrages ou d'articles de référence ou si vous connaissez des sites web de qualité traitant du thème abordé ici, merci de compléter l'article en donnant les références utiles à sa vérifiabilité et en les liant à la section « Notes et références ».
Le câble sous-marin FLAG Atlantic 1 ou FA-1 est une connexion qui relie l'Europe au continent américain.
Il va de Plérin (Bretagne, France) à New York aux États-Unis pour le câble sud, et de Skewjack (en) à Porthcurno (Cornouailles, Angleterre) à New York pour le câble nord.
Il a été construit par l'opérateur Flag Telecom pour un coût de 1,1 milliard de dollars. Il est opérationnel depuis juin 2001. Il appartient aujourd'hui à Global Cloud Xchange (en), filiale du groupe Reliance Communications qui avait racheté FLAG.
FA-1 fait partie du système Fiber-Optic Link Around the Globe (FLAG). Il fait partie des câbles sous-marins espionnés par le Government Communications Headquarters (GCHQ), le service de renseignement britannique chargé de la surveillance des télécommunications.